# Ян Баптист Зангрій
Я́н Бапти́ст За́нгрій (лат. Jan Baptist Zangrius; Johannes Baptista Zangrius; ? — 1606) — фламандський гравер, видавець, друкар і продавець книг. Протягом 1595—1606 років працював у Левені, Фландрія, Священна Римська імперія. Ймовірно, був родичем друкарів Петра (1559—1623) і Філіппа Зангріїв (1585—1610). 1601 року виконав портрети ерцгерцога Альбрехта та його дружини Ізабели, Юста Ліпсія та інших. Близько 1602 року видав «Album Amicorum» із 67 гравюрами. Розробив одну із перших системи штрихування в геральдиці (1600). Помер в Левені. Також — Зангерський (de Sanger, de Zangre), Зангре (Zangre, Zangré).

## Праці
- Albvm Amicorvm Habitibvs Mvliervm Omniv[m] Natoinv[m] Evropae, tvm Tabvlis as Scvtis Vacvis in aes Incisis Adonatvm, Vt quisque et sÿmbola et insignia sua gentilitia in ÿs depingi commode curare possit; Lovanii Apud Ioannem Baptistam Zangrium. Anno 1599

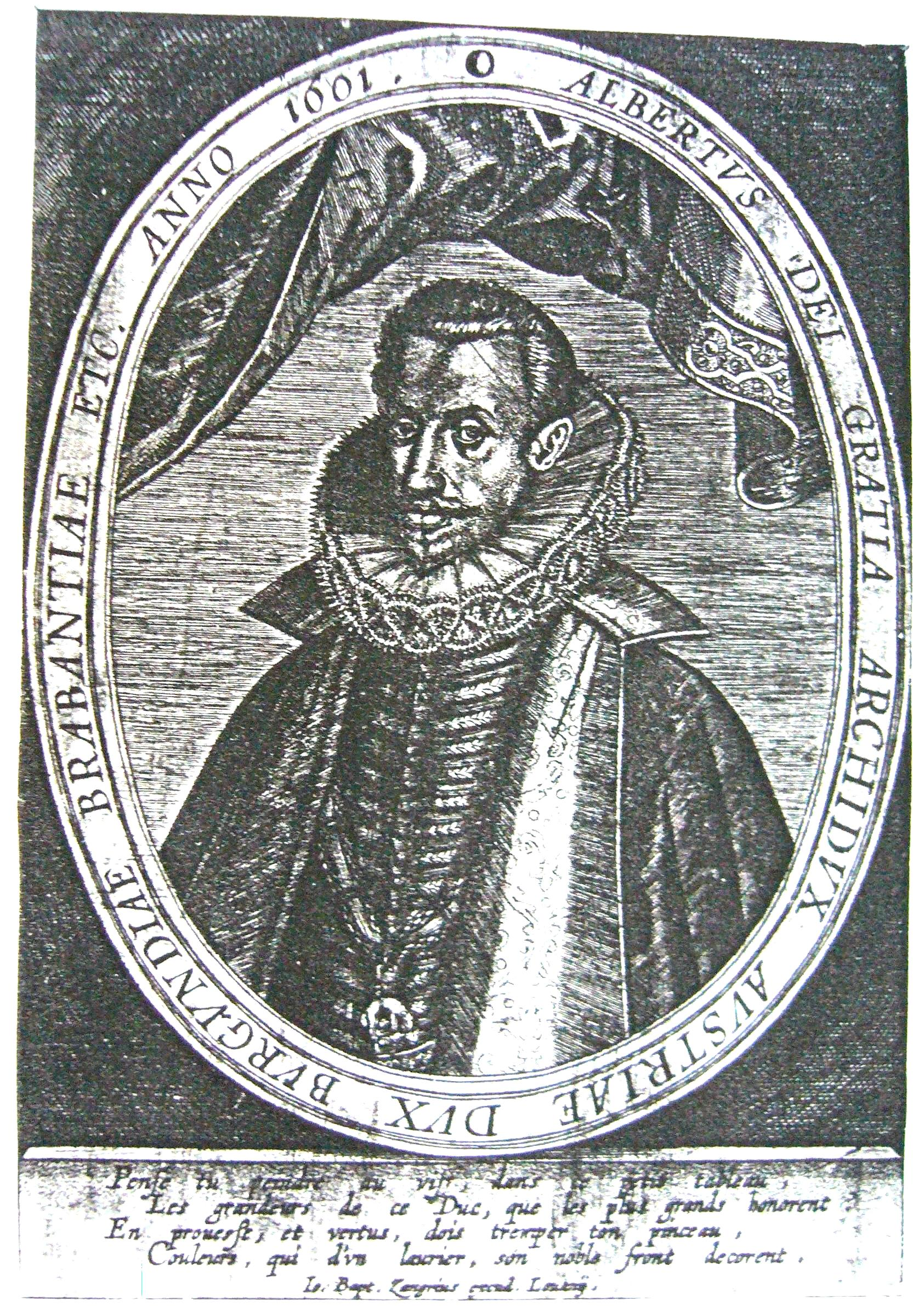
Альбрехт Габсбург
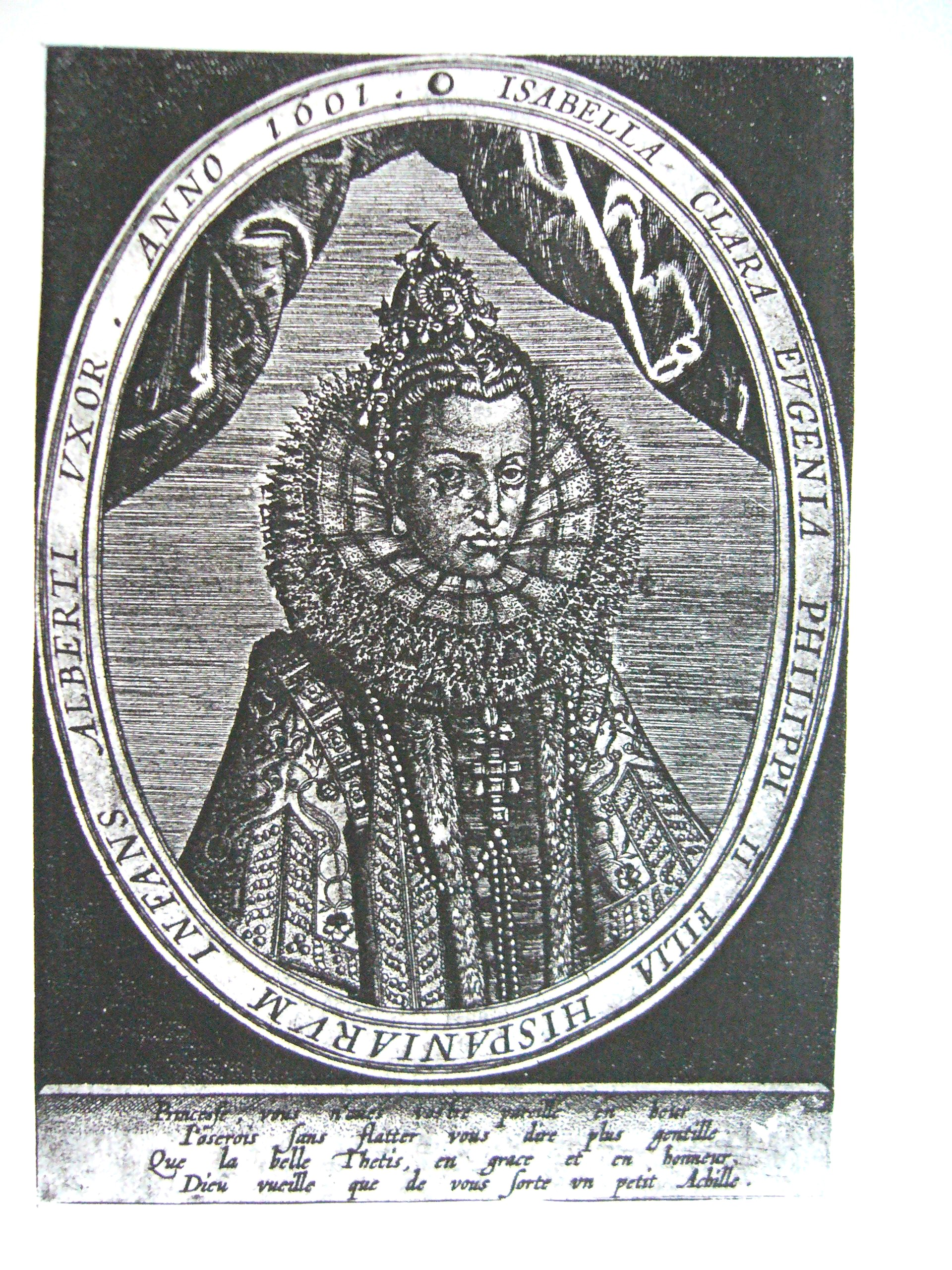
Інфанта Ізабела
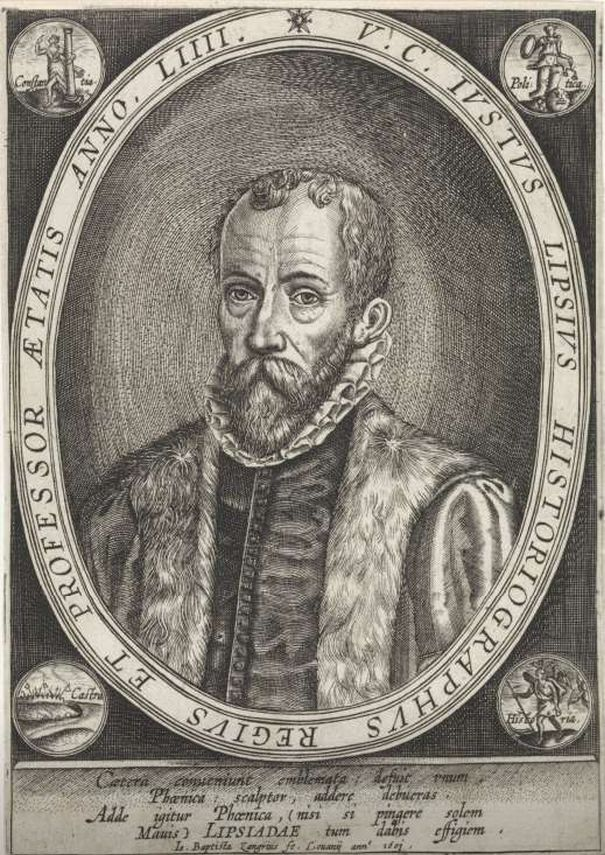
Юст Ліпсій